# BittebitteBarbarella
BittebitteBarbarella ist ein Lied des deutschen Sängers, Komponisten und Produzenten Stephan Remmler aus dem Jahr 1992.

## Hintergrund
Remmler hatte nach seinem Album Lotto aus dem Jahr 1988 keine weiteren Eigenkompositionen mehr veröffentlicht. 1991 hatte er ein Album veröffentlicht, das ausschließlich aus Cover-Versionen von Freddy Quinn bestand.
1992 sollte das Soloalbum BarbarellaMortadellaohneTeller mit neuen Eigenkompositionen erscheinen, aus dem vorab die Single BittebitteBarbarella ausgekoppelt wurde.
In dem Lied beschreibt ein Mann in sehr einfachen Paarreimen die körperlichen Vorzüge seiner angebeteten Barbarella: „Und dann dieser Busen, darauf reimt sich schmusen“ oder: „Und dann diese Schultern, ich fühl mich wie ein Sultan.“ Die einfachen Paarreime werden im Refrain intensiviert, weil sich alle Zeilen auf den Laut „ella“ reinem: „Barbarella“, „Mortadella“, „Teller“, „schneller“, „sensationeller“ oder „Keller“.
Das Lied BittebitteBarbarella und auch weitere Songs aus dem noch unveröffentlichten Album BarbarellaMortadellaohneTeller erschien Stephan angesichts zunehmender Ausländerfeindlichkeit in Deutschland zu seicht, und er stoppte die bereits fertiggestellte Produktion des Albums.

## Veröffentlichung
BittebitteBarbarella erschien am 25. August 1992 als 7″-Single und Maxi-CD. Zusätzlich wurde zu Promotion-Zwecken eine 12″-Picture-Maxi-Single hergestellt, die an Radiosender versandt wurde. Ein Musikvideo wurde nicht produziert. Auch konnte sich das Lied nicht in den deutschen Musikcharts platzieren.
Im deutschen Fernsehen trat Stephan Remmler mehrfach mit dem Lied auf. Den Anfang machte ein Auftritt in der Michael-Schanze-Show Flitterabend im Oktober 1992.